# Burg Bourbon-l’Archambault
Die Burg Bourbon-l’Archambault ist eine mehrfach umgebaute Festung aus dem 13. Jahrhundert in Bourbon-l’Archambault in Frankreich. Sie wurde 1862 als Monument historique eingestuft.

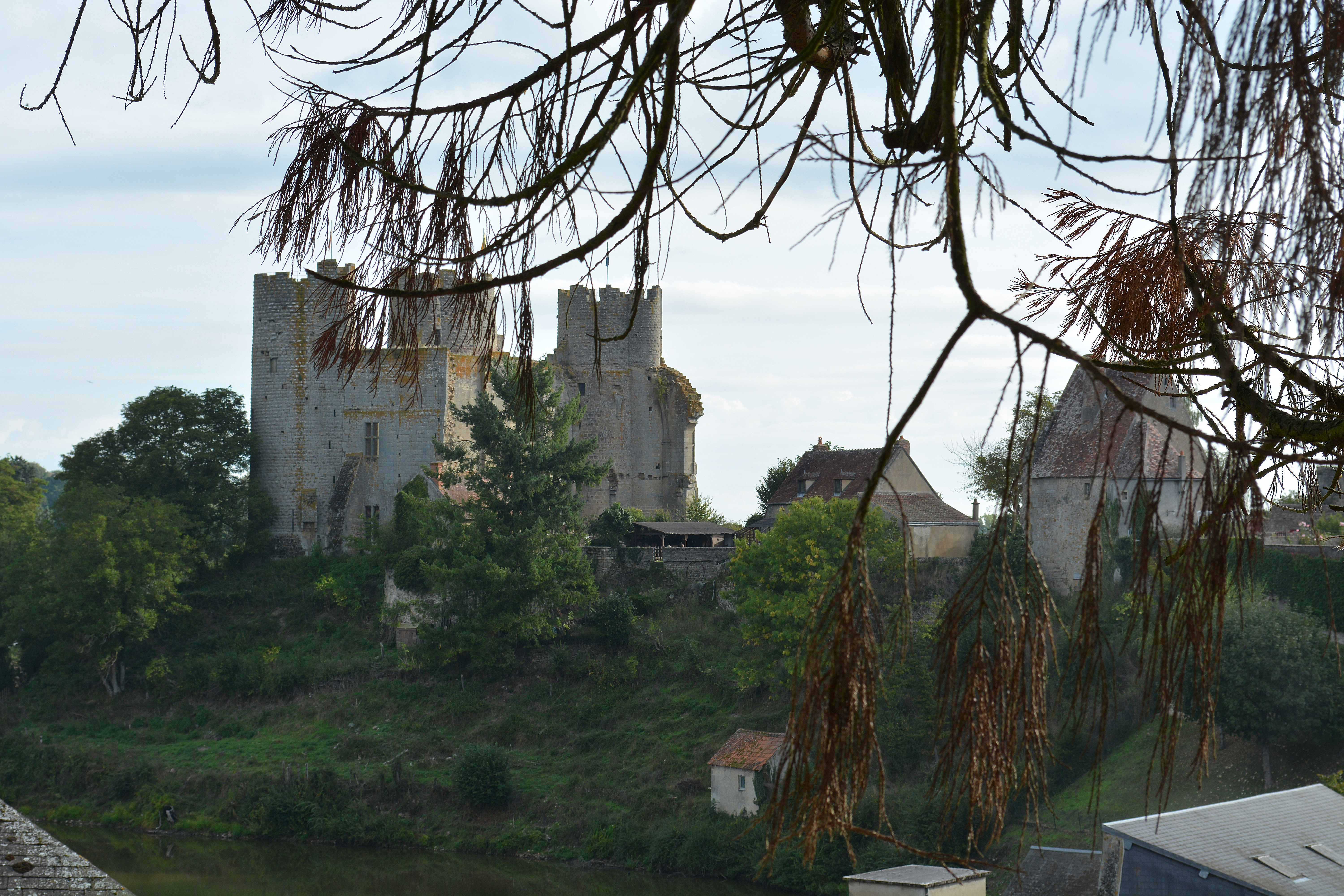
Die Burg Bourbon-l’Archambault von Norden

Die Burg liegt in der Gemeinde Bourbon-l'Archambault im Département Allier in der Region Auvergne-Rhône-Alpes, etwa 25 km westlich von Moulins. Die Silhouette der Burg der ehemaligen Herren von Bourbon, im Zentrum der ehemaligen Provinz Bourbonnais, zwischen Allier und Cher, erhebt sich auf einem Hügel, der das Burge-Tal abschließt, und dominiert die Stadt.

## Geschichte
Bereits in der Antike war die Gegend besiedelt, wobei sich die damalige Stadt Aquae Bormonis im Siedlungsgebiet der Biturigen befand. Ab dem 10. Jahrhundert war Bourbon-l’Archambault Sitz einer Viguerie in der Provinz Berry und wurde zur Hauptstadt der Region Bourbonnais. Die Herzöge von Bourbon nahmen den Namen ihrer Hauptstadt an und beließen ihr im Gegenzug den Namen Archambault oder Archambaud, den neun von ihnen zwischen dem zehnten und zwölften Jahrhundert trugen.
Ein erstes Castrum in Bourbon wird in der Chronik von Frédégaire erwähnt, die von der Zerstörung durch Pippin den Jüngeren im Jahr 761 im Kampf mit dem Herzog von Aquitanien um den Besitz von Narbonne berichtet. Im Jahr 947 wurde erneut eine hölzerne Burg erwähnt. Diese Burg wurde durch die Herzöge von Bourbon erbaut. Diese Adligen bauten durch ein Bündnis mit Cluny ab dem 12. Jahrhundert ein wichtiges feudales Herzogtum an den Grenzen dreier großer Herrschaftsgebiete (Berry, Autunois, Auvergne) auf. Der Herr von Bourbon Aimon II. tritt in die direkte Vasallenschaft des französischen Königs Ludwig VI. ein.
Dieses Bauwerk wurde mehrmals umgebaut und erweitert, ab dem 12. Jahrhundert dann aus Stein. Ein Mauerstück aus dieser Zeit ist in der Nähe des „Admiral Tower“ erhalten geblieben. Unter Philippe Auguste wurde die Burg erweitert und vermutlich von Archambaud VIII. von Bourbon in der ersten Hälfte des 13. Jahrhunderts mit runden Ecktürmen flankiert.

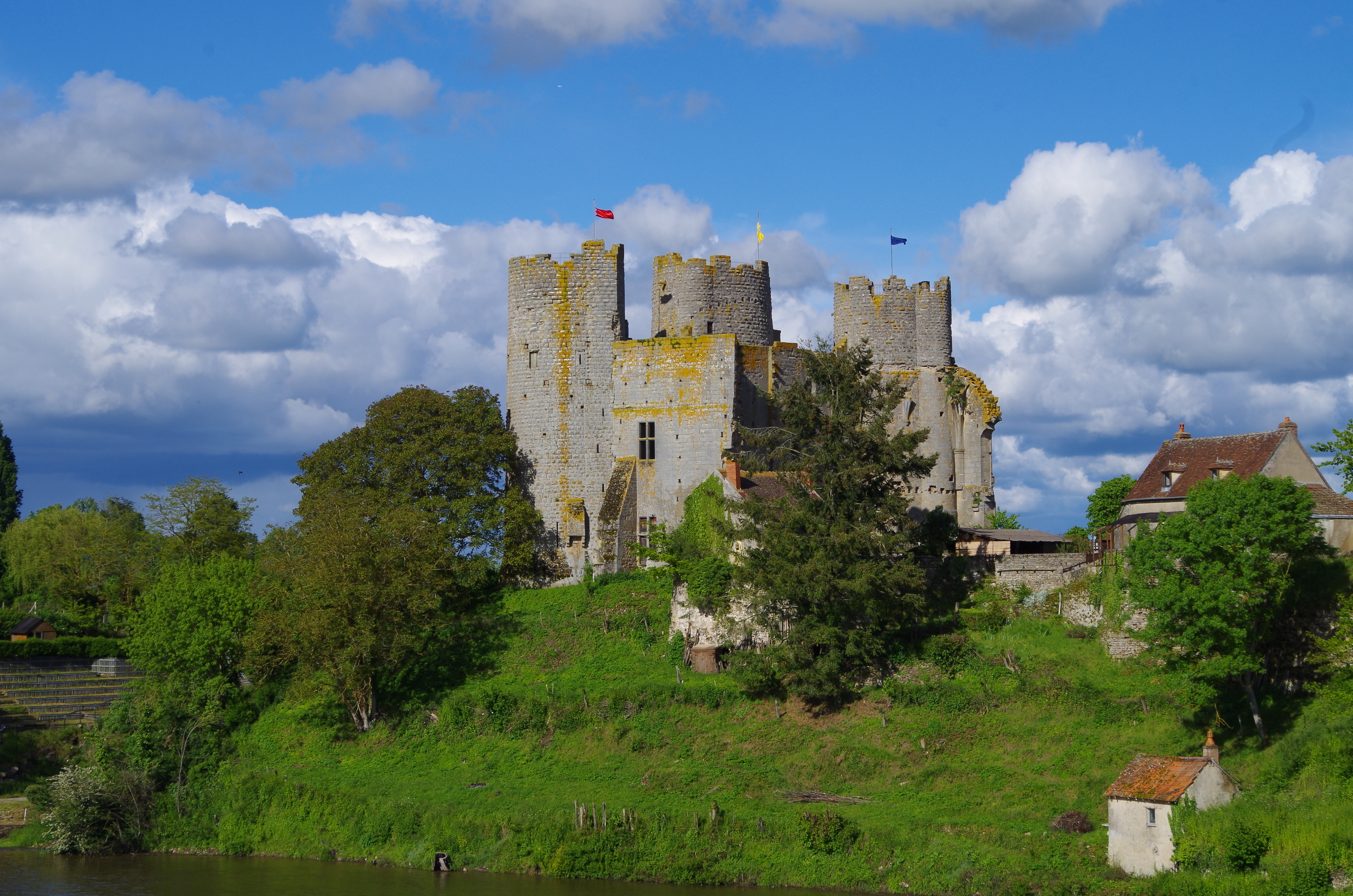
Die auf einem Hügel befindliche Burgruine mit Mauerresten im Vordergrund, sowie der massiven Kernburg

 Nachdem Mathilde I. von Bourbon Guy II. de Dampierre heiratete, geriet die Burg in den Besitz des Adelsgeschlechtes Dampierre.
Zwischen dem 13. und 14. Jahrhundert wurde die Burg zu einer mächtigen Festung ausgebaut. Zu dieser Zeit bestand sie aus fünfzehn Türmen. Aus dieser Bauphase sind bis heute die runden Ecktürme erhalten. Das Adelsgeschlecht Dampierre fügte sich in das Haus Burgund ein. Die Heirat von Béatrice de Bourgogne im Jahr 1288 brachte diese mächtige Herrschaft an Prinz Robert de Clermont, den sechsten Sohn des französischen Königs Ludwig IX.
Ludwig I. von Bourbon, erster Herzog von Bourbon, Sohn von Béatrice de Bourgogne und Robert de Clermont und Enkel des Heiligen Ludwig, unternahm nach den bereits von seinem Vater durchgeführten Arbeiten die erneute Vergrößerung der Festung. Um 1315 gründete er dort eine „Heilige Kapelle“, die von sieben Pfarrern und drei Geistlichen betreut wurde und den Namen Notre-Dame trug. In diesem Bauwerk befanden sich heiligen Reliquien, die Robert de Clermont für seine Frau nach Bourbon gebracht hatte. Unweit von Bourbon ließ Ludwig I. am Allier, in der Nähe von Yzeure (einer wichtigen Herrschaft im Autunois), in Moulins einen Bergfried errichten. Im 14. Jahrhundert wurde schließlich die Viguerie in Bourbon-l’Archambault von den Herzögen zugunsten von Moulins aufgegeben.

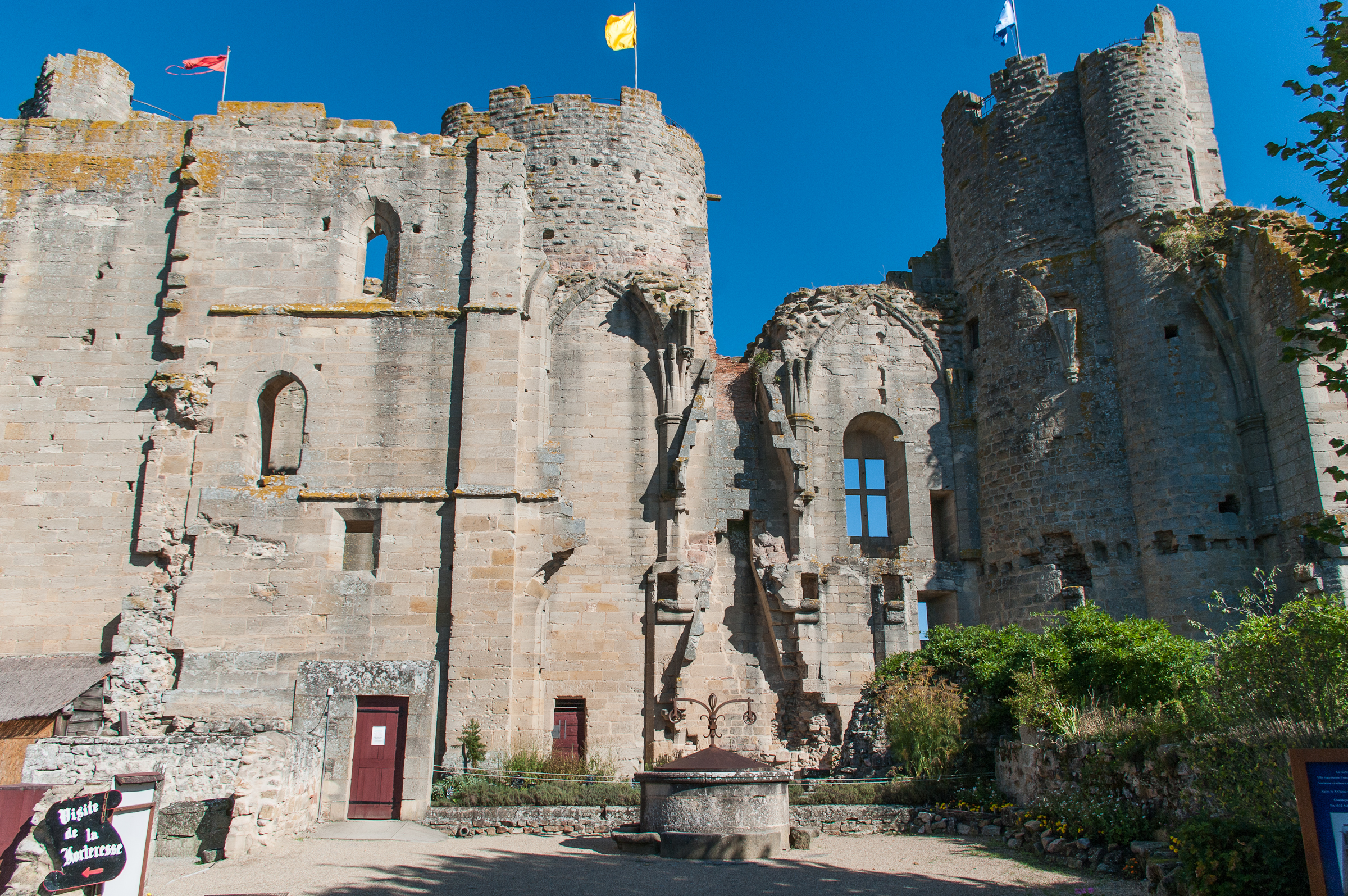
Ruine der Burg mit den Resten eines Gewölbes und einem Kamin im Inneren

Zwischen 1356 und 1369 wurde die Festung mehrfach von englischen Banden angegriffen und in Brand gesteckt. Nach dem Brand von 1370 ließ Ludwig II. in der zweiten Hälfte des 14. Jahrhunderts die Burg wieder aufbauen. Nach ihm wurde die Burg über viele Generationen von seinen Nachfahren bewohnt. Um 1485 baute Johannes II. die „Heilige Kapelle“ wieder auf, die dem Heiligen Ludwig geweiht war und nach dem Vorbild der Sainte Chapelle in Paris entstand.

### Frühe Neuzeit
Mit Karl III., der nach der Schlacht von Marignano 1515 zum Connétable von Frankreich ernannt wurde, endete Linie des Hauses Bourbon.

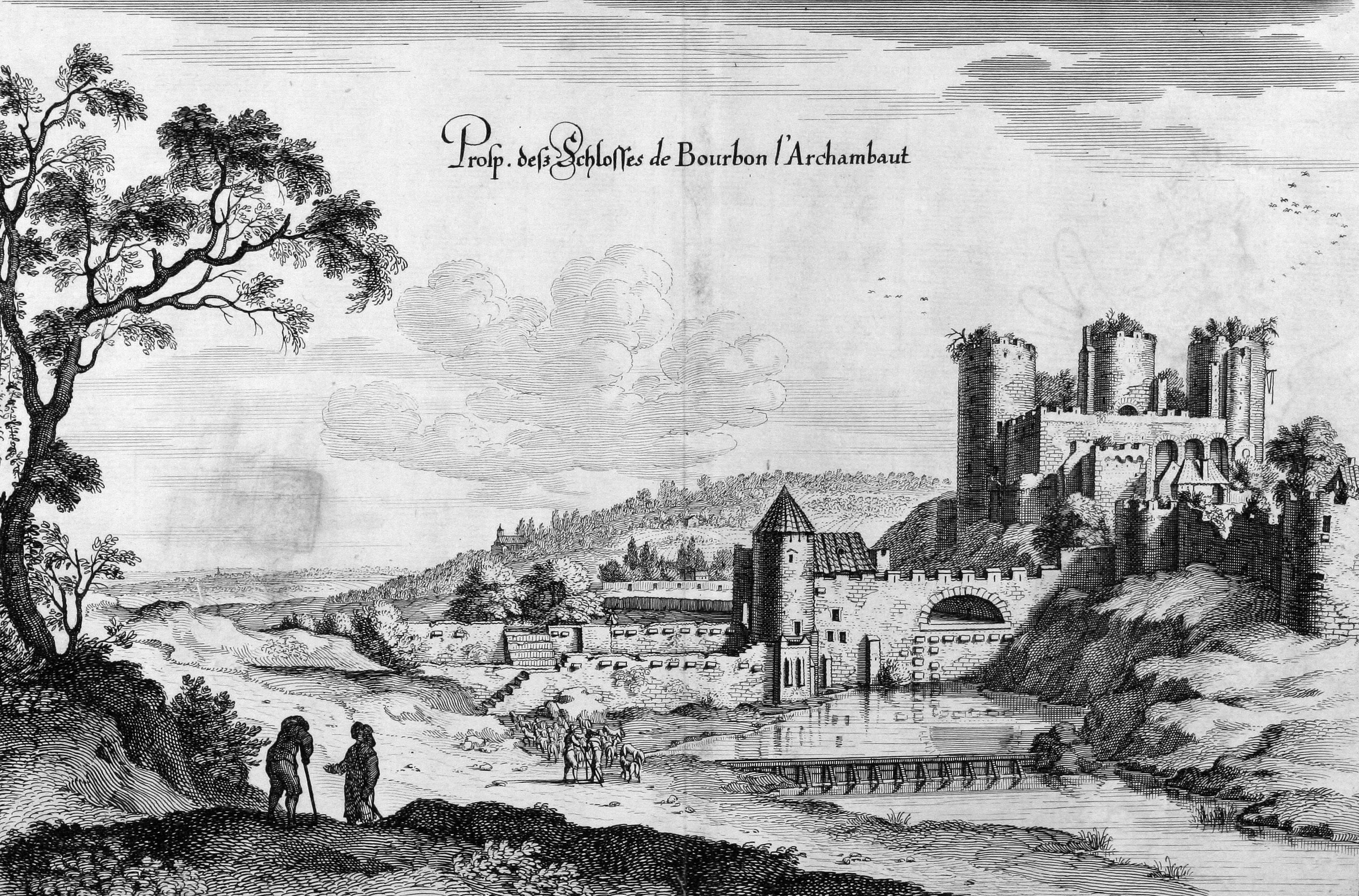
Kupferstich von Burg Bourbon l’Archambauld aus dem Jahr 1657

Im Jahr 1523 ging die Burg nach einem langen Erbstreit in den Besitz von Franz I., der hier seine Mutter Luise von Savoyen wohnen ließ. Nach dem Tod von Luise von Savoyen im Jahr 1531 wurde das Herzogtum durch ein königlichen Gouvernement ersetzt. Dies ist das Ende von Bourbonnais als feudales Fürstentum. Danach geriet die Burg in den Besitz des Sohnes von Franz I., Charles d’Orléans Herzog von Angoulême und Orléans, der jedoch 1545 ohne Erben starb. Anschließend geriet die Burg in den Besitz des zukünftigen Königs von Frankreich, Heinrich III. Schließlich wurde die Burg 1589 durch einen Sturm und 1641 durch einen Brand beschädigt, der die Kapelle teilweise zerstörte.

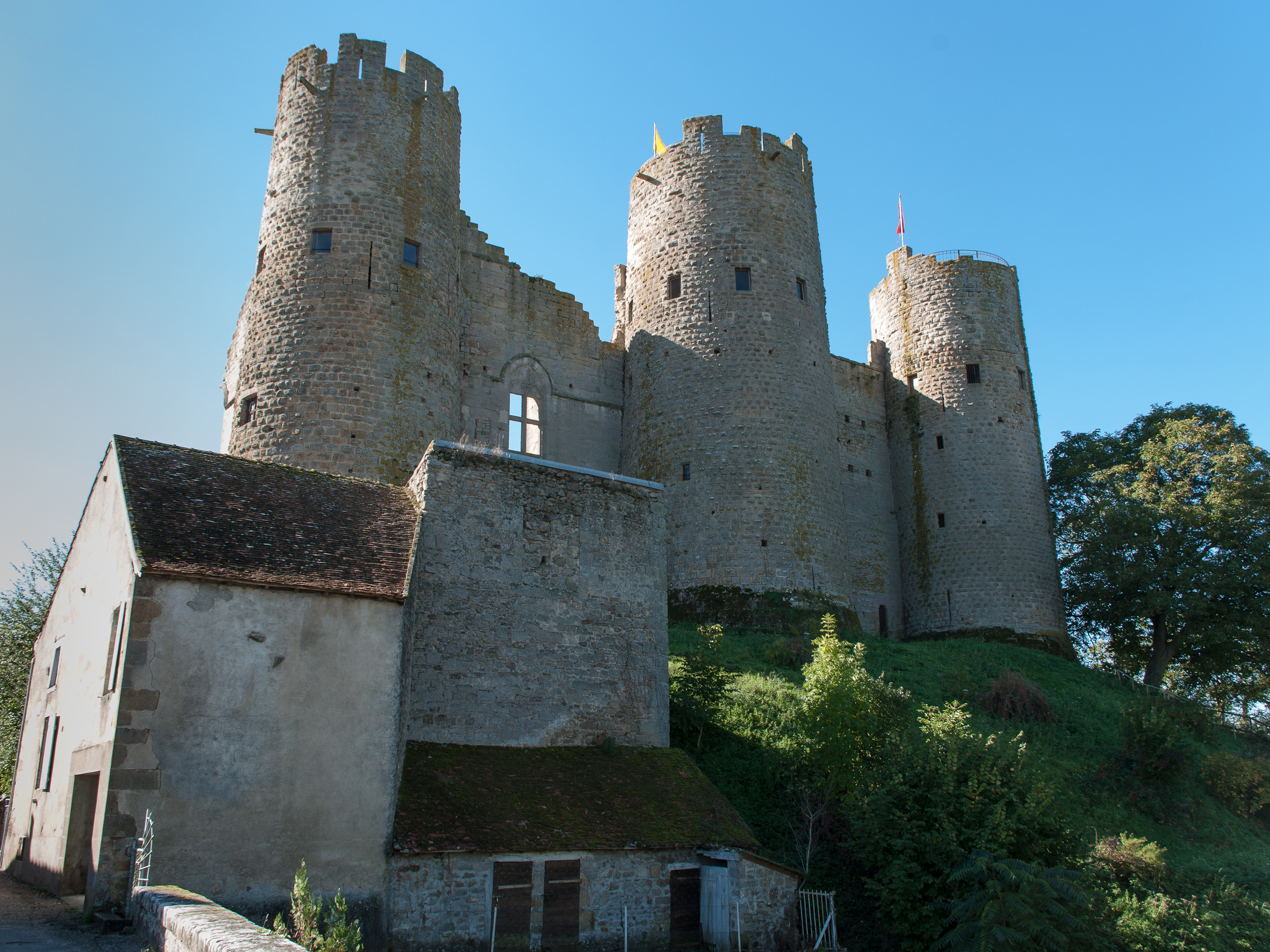
Fassade der Burg

Mit Heinrich III. wurde Burg Bourbon-l’Archambault zur königlichen Burg, doch im 16. Jahrhundert bestand kein Bedarf mehr an mittelalterlichen Festungen und die Burg wurde aufgegeben. Daraufhin bleib die Burg unbewohnt. Lediglich die Kanonikern errichteten im 16. Jahrhundert zwei kleine Häuser innerhalb der Vorburg.
1661 wurde in Bourbonnais erneut ein Herzogtum gegründet. Das Schloss diente damals als Unterkunft für die Prinzen und Prinzessinnen, die im 17. Jahrhundert in diese Stadt kamen, um dort das Wasser zu schöpfen. Sie wurden durch den Ruf dieser Gewässer zur Behandlung bestimmter Krankheiten angezogen; sie konkurrierten dann mit denen von Vichy. Am 26. Mai 1707 starb Madame de Montespan in Bourbon-l’Archambault.
Im 18. Jahrhundert verwüstete ein Brand einen Teil der Burg. Der Prinz von Condé ließ die Burg instand setzen.  Aus dieser Zeit stammt auch die Uhr auf dem Turm Qui qu’en Grogne, die von der Stadt Bourbon-l’Archambault aus sichtbar ist.

### Während der Französischen Revolution
Das Haus Condé verließ im August 1789 Bourbon-l’Archambault. Daraufhin wurde die Burg beschlagnahmt. Im Jahr 1793 wurde beschlossen, die Festung abzureißen, mit Ausnahme der drei Türme an der Nordfront, die nicht versteigert werden konnten. Der Bezirk Cérilly ließ die Überreste der „Heiligen Kapelle“ versteigern. Die Türme dienten als Nebengebäude des Gefängnisses. Der Turm Qui-Qu’en-Grogne blieb ebenfalls erhalten.

### Nach der Französischen Revolution

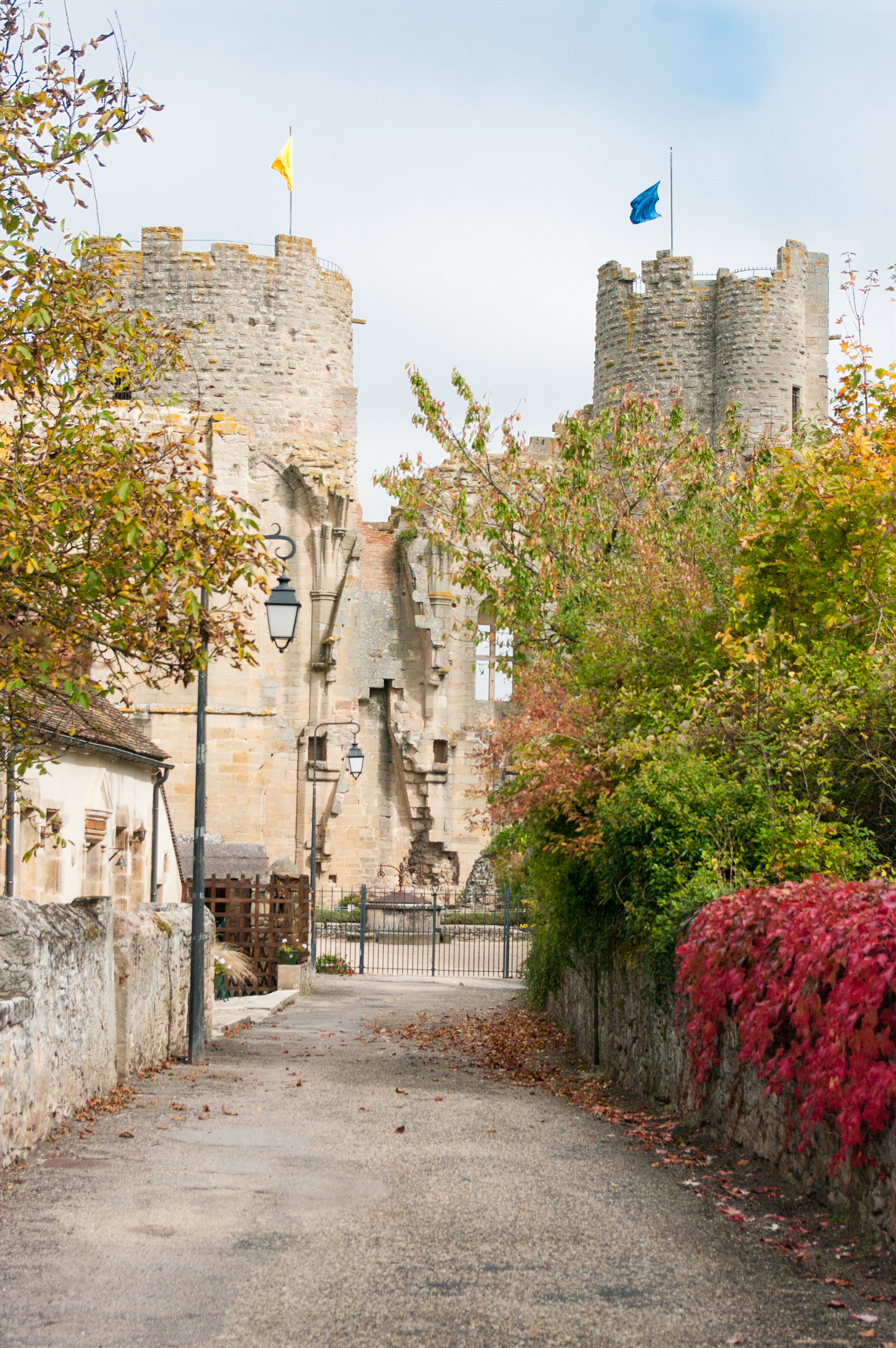
Weg zur Burgruine (2010)

Nach der Rückkehr deren von Condé ging die Burg erneut in deren Besitz.
Im 19. Jahrhundert fiel die Festung nach dem Willen des letzten Prinzen von Condé an den jungen Herzog von Aumale Henri d’Orléans, der damals acht Jahre alt war, zusammen mit dem Schloss Chantilly und mehreren anderen wichtigen Besitztümern derer von Condé. Kurz nach dieser Erbschaft wollten die Testamentsvollstrecker diese Ruinen für 2.000 Franc verkaufen, doch die ursprüngliche Festung war fast vollständig zerstört. Trotzdem erhielt man mehrerenTürme, sowie einige Mauerreste. Der Herzog von Aumale ließ dort in den malerischen Ruinen ein kleines Museum einrichten.
Nach dem Tod des Herzogs von Aumale, dem letzten alleinigen Besitzer von Bourbon, gingen das Schloss in den Besitz des Hauses Orléans über, im gemeinsamen Besitz aller Erben, Nachkommen von Louis-Philippe. Das Anwesen wurde im Namen des Herzogs von Orléans, Philippe d’Orléans, verwaltet, „Oberhaupt des Hauses Frankreich“ und orleanistischer Thronprätendent.
Seit dem Jahr 1974 ist die Burg, wie viele andere Denkmäler des Hauses Orléans, Teil der Familienstiftung, Fondation Saint-Louis. Zu dieser Stiftung gehört auch Schloss Amboise und der Wohnsitz Schloss Dreux mit der Grabkapelle. Vorsitzender dieser Stiftung war von 1999 bis 2008 Jean d’Albert de Luynes-Dunois, der 12. Herzog von Luynes.

## Beschreibung

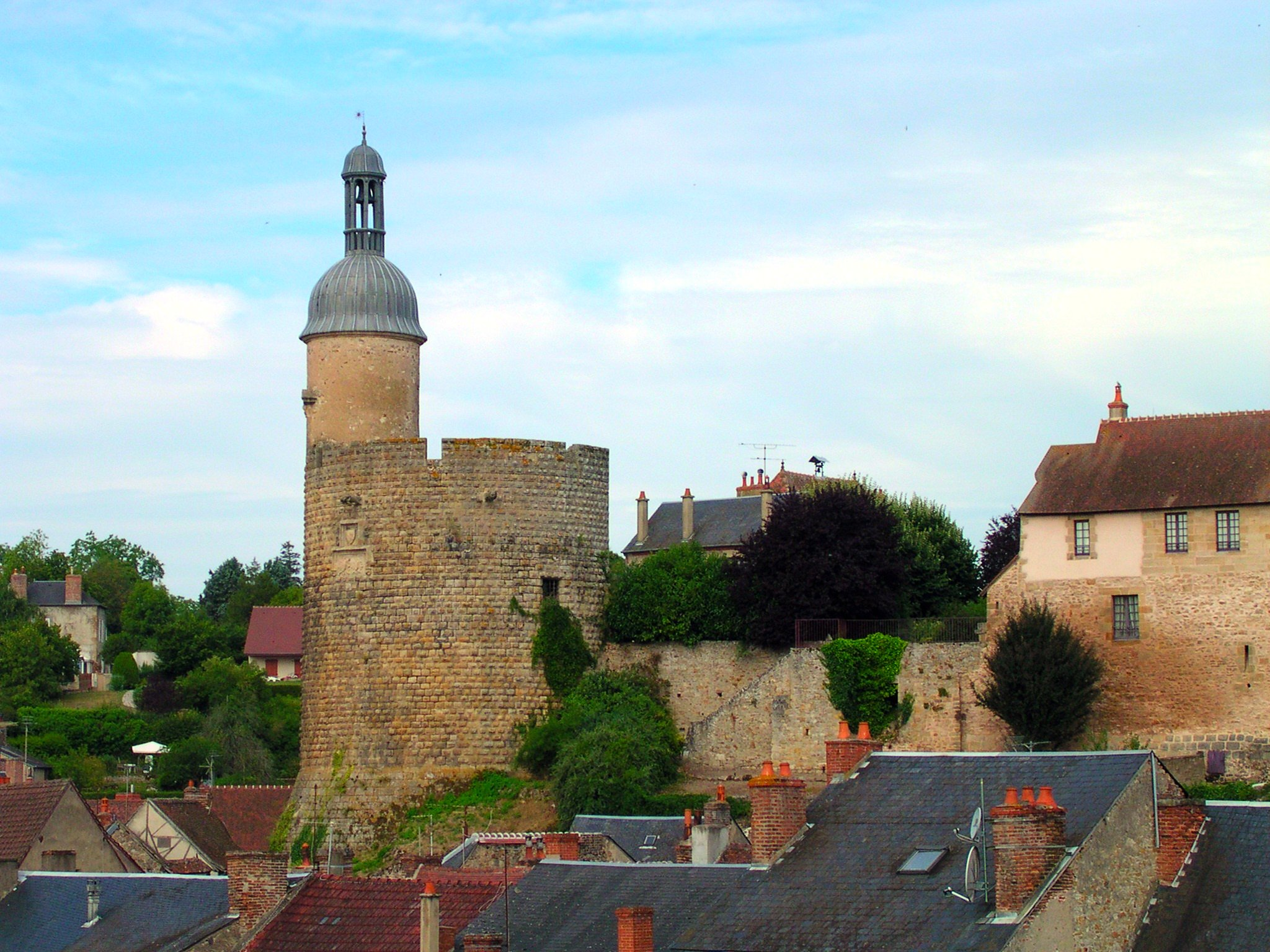
Der Turm Qui qu’en Grogne.

Von der Burganlage, sind noch die drei Wehrtürme erhalten, die das herrschaftliche Wohnhaus schützten.
Die Burg befindet sich auf einer 180 Meter mal 50 Meter großen Plateau im Burge-Tal. Der Ort wurde im Westen durch einen Teich, im Süden und Osten durch Steilhänge und auf der Nordseite durch einen tiefen Graben verteidigt. Von der Burg ist noch die hohe Ringmauer erhalten die mit Türmen flankiert ist. Dahinter befanden sich die Wohngebäude, die Burgkapelle und, nach einem kleinen Innengraben, die lange Vorburg mit ihrer ebenfalls von Rundtürmen flankierten großen Umfriedung, an deren südöstlichem Ende sich der große Turm Qui qu’en Grogne befindet. Der Zugang erfolgte im Norden durch ein, aus zwei runden Türmen bestehendes, Tor.
Auf der Nordseite der Burg sind drei zylindrische Türme erhalten, die in der zweiten Hälfte des 14. Jahrhunderts errichtet wurden. Das Schloss beherbergte eine „Heilige Kapellen“ aus dem Jahr 1315, die nach der Zerstörung 1485 wieder aufgebaut wurde. In diesem Bauwerk wurden Reliquien aufbewahrt.

### TurmQui qu’en Grogne
Der Turm Qui qu’en Grogne ist ein runder Glockenturm, der unter Ludwig II. umgebaut und befestigt wurde. Im Inneren befindet sich eine Wendeltreppe, die in die oberen Stockwerke führt. Der Verteidigungsturm schloss die Vorburg nach Süden hin ab und stellte auch einen interessanten Beobachtungspunkt für die in der Stadt lebende Bevölkerung dar. Der Raum im ersten Stock wurde vermutlich ursprünglich als Kerker genutzt wurde. Im Turm befindet sich auch eine im 18. Jahrhundert erbaute Uhr.

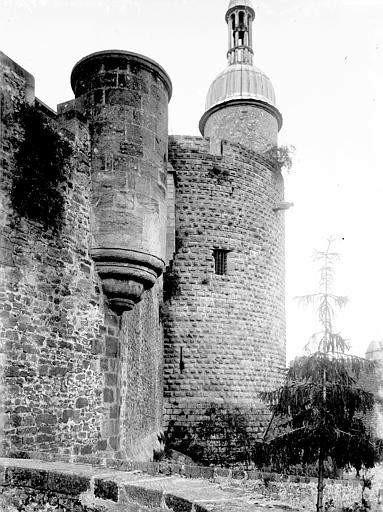
Historische Aufnahme von Camille Enlart der Ringmauer der Vorburg mit dem Turm Qui qu’en Grogne im Hintergrund
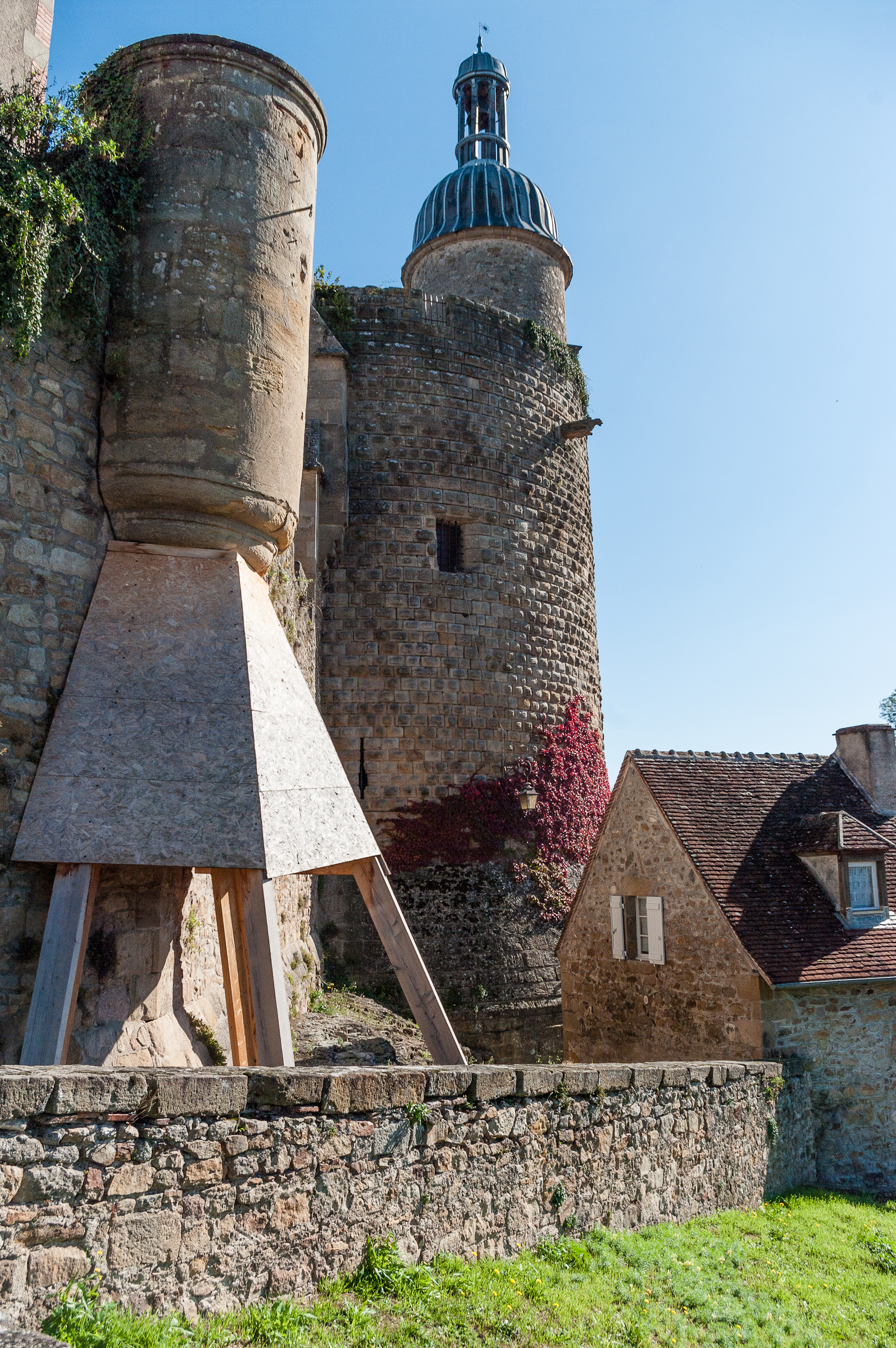
Ähnliche Ansicht (2010)
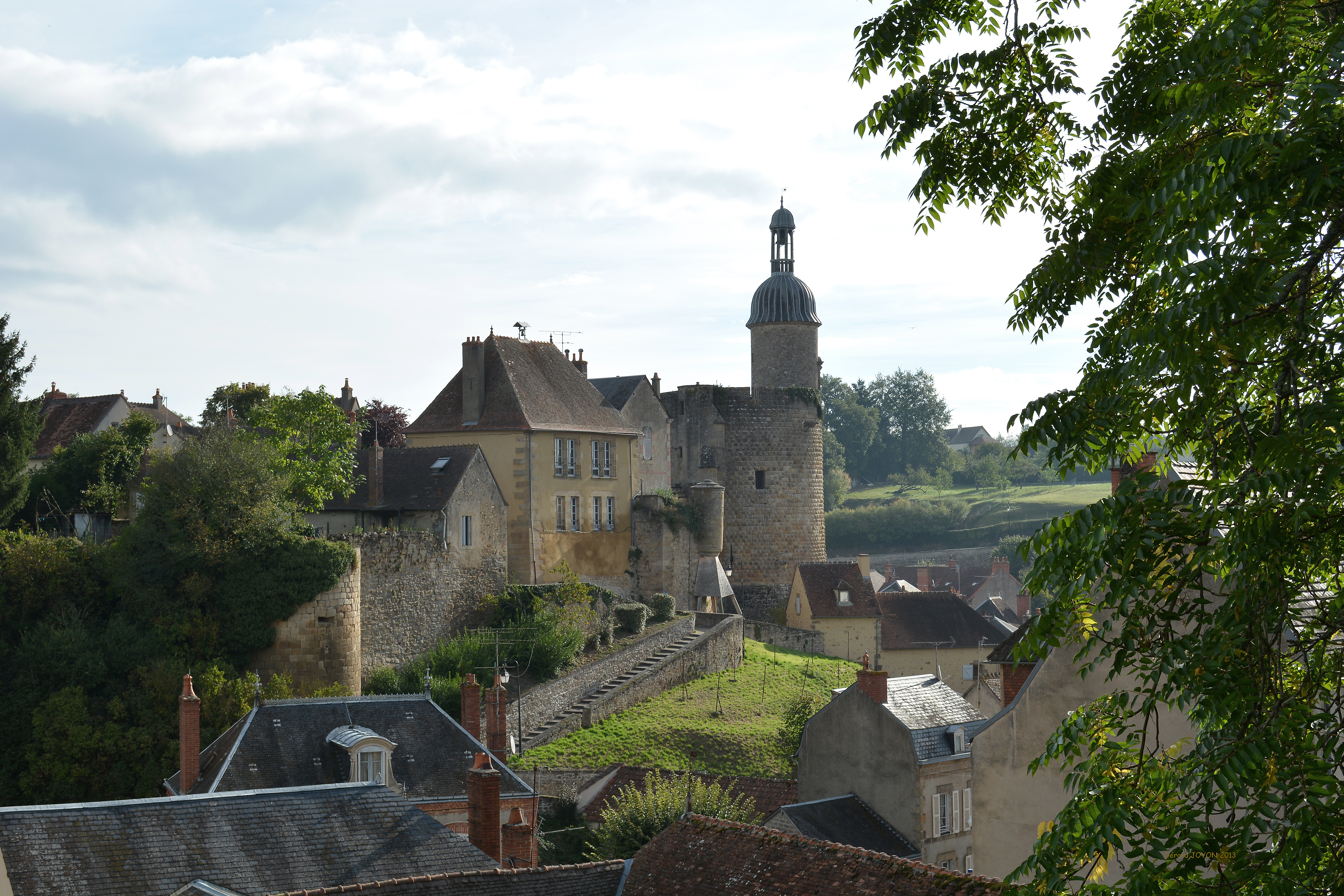
Blick auf den Turm (2013)

### Monument historique
Die Burg wurde 1862 als Monument historique eingestuft. Der Turm Qui qu’en Grogne wurde per Dekret vom 14. Juni 1961 als Monument historique eingestuft.